# سامسونگ گلکسی زد فلیپ ۴
سامسونگ گلکسی زد فلیپ ۴ (به انگلیسی: Samsung Galaxy Z Flip 4) یک گوشی هوشمند تاشو است که توسط سامسونگ الکترونیکس طراحی، تولید و عرضه شده و عضوی از سامسونگ گلکسی سری زد به‌شمار می‌آید. این گوشی در رویداد Galaxy Unpacked اوت ۲۰۲۲ و در کنار سامسونگ گلکسی زد فولد ۴ رونمایی شد و قرار است در اواخر اوت یا اوایل سپتامبر راهی بازار شود. این گوشی جانشین سامسونگ گلکسی زد فلیپ ۳ است.

## نگارخانه

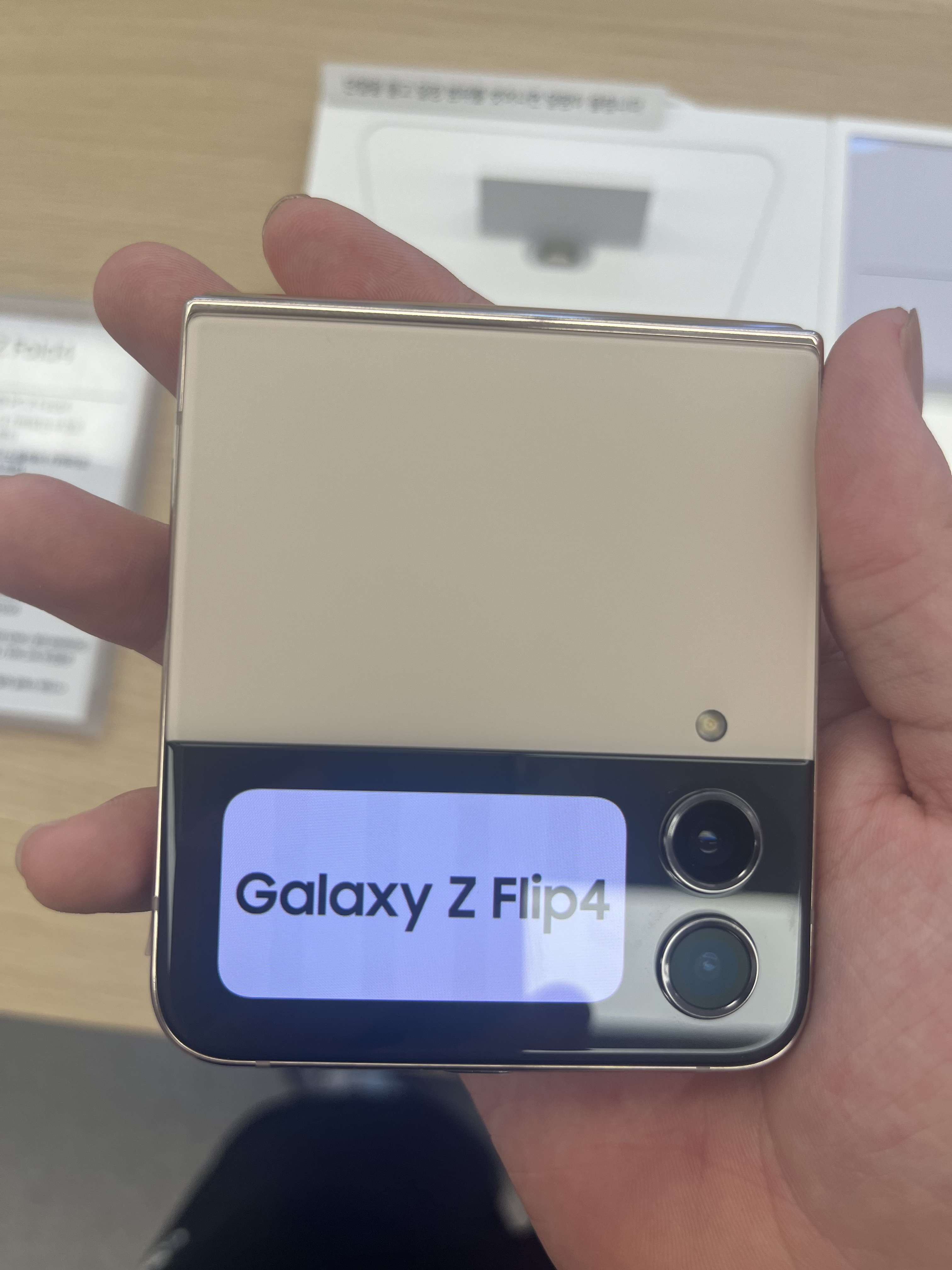
سامسونگ گلکسی زد فلیپ ۴